# Сонол
Сонол (івр. סונול‎‎) — є ізраїльським постачальником палива і третій за величиною мережею АЗС в країні. з 2006 року Всесвітній Sonol посередньо Azrieli Group.
У 2011 році Sonol був одним з чотирьох компаній, які разом контролювали 90 % ізраїльського ринку палива.
Sonol володіє понад 230 великих громадських АЗС, близько 175 з них через дочірню компанію «Спринт», а також десятки внутрішніх станцій, експлуатованих в кибуцах і мошавах.